# Hyperythra muselmana
Hyperythra muselmana là một loài bướm đêm trong họ Geometridae.